# Gare de Sidi Kacem
La gare de Sidi Kacem est une gare ferroviaire située dans la ville de Sidi Kacem, au Maroc.